# Федорогорское сельское поселение
Федорогорское сельское поселение или муниципальное образование «Федорогорское» — муниципальное образование со статусом сельского поселения в Шенкурском муниципальном районе Архангельской области России.
Соответствует административно-территориальным единицам в Шенкурском районе —  Федорогорскому сельсовету (с центром в деревне Никифоровская) и Шахановскому сельсовету (с центром в деревне Носовская).
Административный центр — деревня Никифоровская.

## География
Федорогорское сельское поселение находится на востоке Шенкурского района. Главные реки в поселении — притоки Ваги: Шеньга и Поча, притоки Северной Двины: Кодима и Юмиж. К востоку от Никифоровской находится Селенгинский заказник.
Граничит:
- на севере с муниципальным образованием «Шеговарское»
- на востоке с Верхнетоемским районом
- на юго-востоке с Устьянским районом
- на юге с Вельским районом и с муниципальным образованием «Ровдинское»
- на западе с муниципальным образованием «Усть-Паденьгское», муниципальным образованием «Никольское» и с Шенкурским городским поселением

## История
Муниципальное образование было образовано в 2006 году. Законом Архангельской области от 2 июля 2012 года № 523-32-ОЗ, были преобразованы путём объединения муниципальные образования «Федорогорское» и «Шахановское» — в муниципальное образование «Федорогорское», с административным центром в деревне Никифоровская.

## Население
| 2010  | 2011  | 2012  | 2013  | 2014  | 2015  |
| ----- | ----- | ----- | ----- | ----- | ----- |
| 1843  | ↘1828 | ↘1784 | ↗1859 | ↘1842 | ↘1797 |
| 2016  | 2017  | 2018  | 2019  | 2020  | 2021  |
| ↘1761 | ↘1723 | ↗1725 | ↘1697 | ↗1724 | ↘1497 |

## Состав сельского поселения
В состав сельского поселения входит 31 населённый пункт
| №  | Населённый пункт    | Тип населённого пункта          | Население |
| -- | ------------------- | ------------------------------- | --------- |
| 1  | Артюгинская         | деревня                         | ↘2        |
| 2  | Аршутинская         | деревня                         | ↘9        |
| 3  | Бобыкинская         | деревня                         | ↗431      |
| 4  | Ванихинская         | деревня                         | →32       |
| 5  | Васильевская        | деревня                         | ↗56       |
| 6  | Власьевская         | деревня                         | ↗91       |
| 7  | Дмитриевская        | деревня                         | →15       |
| 8  | Жернаковская        | деревня                         | ↘10       |
| 9  | Заберезовская       | деревня                         | ↗5        |
| 10 | Кирилловская        | деревня                         | ↘16       |
| 11 | Климово-Заборье     | деревня                         | ↗140      |
| 12 | Копалинская         | деревня                         | ↗103      |
| 13 | Кроминская          | деревня                         | ↘4        |
| 14 | Левачево-Ельцево    | деревня                         | ↗71       |
| 15 | Логиновская         | деревня                         | ↘25       |
| 16 | Монастырская        | деревня                         | ↘5        |
| 17 | Нагорная            | деревня                         | ↘7        |
| 18 | Нестеровская        | деревня                         | →2        |
| 19 | Никифоровская       | деревня, административный центр | ↗742      |
| 20 | Носовская           | деревня                         | →3        |
| 21 | Нюнежская           | деревня                         | →0        |
| 22 | Покровская          | деревня                         | ↘19       |
| 23 | Рогачевская         | деревня                         | →0        |
| 24 | Россохи             | посёлок                         | ↗179      |
| 25 | Сергеевская         | деревня                         | ↘5        |
| 26 | Сметанино           | деревня                         | ↘1        |
| 27 | Смотраковская       | деревня                         | ↗1        |
| 28 | Стрелка             | посёлок                         | ↘44       |
| 29 | Филиппово-Кичинская | деревня                         | →0        |
| 30 | Шахановка           | деревня                         | ↘32       |
| 31 | Юрьевская           | деревня                         | ↘2        |

## Археология
У деревни Смотроковка, на высоком мысу, образованном изгибом реки Большая Пенешка (Пинежка) находится Пенешское городище — памятник русского деревянного оборонного зодчества XV века. Относится к однорядному (простому) мысовому типу, исследовано в 1959 и 1975 году О. В. Овсянниковым. Городок на Пенешке, построенный новгородским боярином Василием Степановичем, — укреплённое поселение «замкового характера».